# 阿南市立出島恐竜公園
阿南市立出島恐竜公園（あなんしりつでじまきょうりゅうこうえん）は、徳島県阿南市那賀川町上福井にある公園。

## 地理
1995年（平成7年）に開園。
園内には木製のティラノサウルスとアパトサウルスの遊具があり、シッポの部分が滑り台になっているものや背中からターザンロープが伸びているものがある。

## 交通
- JR牟岐線「阿波中島駅」より車で約10分。